# Adam Krętowski
Adam Jacek Krętowski (ur. 1966 w Dąbrowie Białostockiej) – polski lekarz, diabetolog i endokrynolog, profesor nauk medycznych, rektor Uniwersytetu Medycznego w Białymstoku w kadencji 2016–2020 i 2020–2024.

## Życiorys
Absolwent Akademii Medycznej w Białymstoku. Uzyskał specjalizacje w zakresie chorób wewnętrznych, diabetologii i endokrynologii. Odbywał staże naukowe m.in. w Wielkiej Brytanii i Stanach Zjednoczonych. Na macierzystej uczelni uzyskiwał kolejne stopnie naukowe w zakresie nauk medycznych – w 1995 doktora (na podstawie pracy pt. Wpływ amidu kwasu nikotynowego na rozwój cukrzycy STZ u szczurów), a w 2001 doktora habilitowanego (w oparciu o rozprawę zatytułowaną Immunologiczne i genetyczne markery stanu przedcukrzycowego – rola w patogenezie, prognozowaniu i prewencji cukrzycy typu 1). 8 czerwca 2006 otrzymał tytuł profesora nauk medycznych.
Zawodowo związany z AMB, przekształconą następnie w Uniwersytet Medyczny w Białymstoku. Podjął pracę w Klinice Endokrynologii, Diabetologii i Chorób Wewnętrznych. Był współtwórcą Centrum Badań Klinicznych UMB, którego został kierownikiem. Był także profesorem w Wyższej Szkole Medycznej w Białymstoku.
Od 2008 do 2016 pełnił funkcję prorektora UMB ds. nauki i współpracy międzynarodowej. 4 marca 2016 wybrany na rektora Uniwersytetu Medycznego w Białymstoku na czteroletnią kadencję. W marcu 2020 uzyskał reelekcję na drugą czteroletnią kadencję.
Odznaczony Srebrnym Krzyżem Zasługi (2010).